# Accomenda
Die Accomenda (oder Commenda) war im Mittelalter in Italien ein Gesellschaftsvertrag meist im Seehandel, wonach der Kommendator jemandem (Kommendatar) Geld oder Sachen anvertraute und dafür als Gegenleistung einen Anteil am Gewinn erhielt.
Das Wort stammt aus (italienisch accomendare, „einen Gewinnanteil vorbehalten“, „anvertrauen“). Bereits in den Handelsstatuten von Piacenza aus  dem Jahre 1391 kommt „accomendare“ vor. Es war eine „commenda“ mit mehreren, untereinander in einer Sozietät stehenden Gesellschaftern. Giovanni di Bicci de’ Medici entwickelte die Accommenda von Neapel, die im Januar 1426 als unprofitabel endete. Im November 1426 begann sie in Genua. 
Die Accomenda gilt als Vorläuferin der Großaventurei und der Kommanditgesellschaft.